# Emir (Sänger)
Emir Sevinç (* 7. September 1980 in Istanbul), bekannt unter seinem Künstlernamen Emir, ist ein türkischer Popmusiker.

## Karriere
Seine Musikkarriere begann im Jahr 2009 mit der von Tarkan produzierten Single Ben Sen Olamam und dem gleichnamigen Debütalbum. Emir hat ebenfalls mit weiteren bekannten türkischen Künstlern wie Yıldız Tilbe oder Gülşen zusammengearbeitet. Dadurch entstanden erfolgreiche Songs wie Eline Düştüm, Yaylı Yatak, Sudan Sebep oder Bi Ağla. Zugleich wurden die Singles Makina sowie Mevsim Sonbahar weitere Hits.

## Diskografie

### Alben
- 2009: Ben Sen Olamam

### EPs
- 2012: Ateşten Bi' Rüzgar
- 2014: Kendimden

### Singles
| - 2009: Ben Sen Olamam (produziert von Tarkan) - 2009: Eline Düştüm (Hintergrundstimme: Yıldız Tilbe, Original: Thanos Petrelis – I Oraia) - 2010: Tornistan - 2010: Şiki Şiki - 2010: Aşk Mı Savaş Mı - 2012: Sudan Sebep (Hintergrundstimme: Gülşen) - 2012: Makina (Original: Panos Kiamos – Sfiriksa Ki Elikses) - 2012: Veda Gecesi / Koyu Yalnızlık - 2013: Tutuşmayan Kalmasın - 2014: Bi Ağla (Hintergrundstimme: Gülşen) - 2015: Yaylı Yatak (Hintergrundstimme: Yıldız Tilbe) - 2015: Aşkperest (mit Emrah Karaduman) - 2016: Ya Rab | - 2016: Mevsim Sonbahar - 2017: Sıkıntı Yok - 2018: Gri - 2018: N'aptın (Hintergrundstimme: Gülşen) - 2018: Sevgilim - 2019: Aynen Devam - 2020: Ben Unutmayı Bilmem - 2021: Aklımı Oynatıcam - 2022: Gecenin Yarısı - 2022: Gelme Yanıma - 2023: Nerdesin Aşk - 2023: Gecenin Üçünde - 2024: Çat |

Quelle: